# 勐角董土司
勐角董土司常称作勐董土司，是清朝及中华民国大陆时期在今云南省沧源佤族自治县的一个土司。耿马一带的傣族习惯将勐角和勐董以“勐角董”称之。

## 历史
元朝时期，因麓川路土司思任发叛变，傣族罕木帅、罕木谢父子率众远离勐卯南下，在途中首先开发了今沧源县的勐角、勐董、勐省三地，以罕木帅为“召”在勐角建城。之后，罕木帅之子罕木谢又率领一部分人北上寻地，最终抵达耿马，后成为耿马土司。清乾隆三十六年（1771年），耿马土司罕朝瑗将勐角勐董等均纳入耿马“九勐十三圈”辖区，委其弟罕朝金为勐角董“太爷”，实际上成为勐角董土司。1784年勐角董土目罕恩庆与耿马土司罕荣升发生争夺耿马的战斗，罕荣升向大理提督丁恒山求援，丁以调解为名将罕恩庆杀害，委其侄为勐角董土司，并划挡怕河为界，从此勐角董土司改归镇边厅管辖。光绪初年，罕荣高成为勐角董代办，其弟罕荣先成为勐省太爷。光绪十七年（1891年），清廷赐封罕荣高为“世袭土千总”，授予“云南省直隶镇边厅勐角董世袭土千总”铜制印章一枚。1936年民国政府在勐角董土司境内成立沧源设治局。1949年5月6日，中共地下党员李培伦、迆南边区人民自卫军第一支队佧佤山守备大队长田子昌等人率200余人的武装部队开进勐董，同时灭亡了勐角董土司和沧源设治局的统治，末任土司罕富民外逃缅甸滚弄。:7-8,12,516,629:27

## 管辖区域
勐角董土千总辖地有“九勐十九圈”：
- 九勐：勐角、勐董、勐卡、勐省、勐来、勐甘、勐东（今贺勐）、勐茅（今缅甸新地方）、勐隆（今班老乡班搞）
- 十九圈：糯良、贺邻、怕良、怕秋、拉勐、满坎、班考、民良、公撒、班吾、丁来、拱弄、回珠、班列、控井、控角、坝卡、芒巩、芒库[1]:516[3]:27-28

## 政治
勐角董土司在各“勐”设有“召勐”、管事和伙头三级行政机构，在“圈”设有圈官、百长（Dax riad）、管事和伙头（即村寨的头人）四级行政机构。召勐和圈官不得世袭，其职能为行使土司的命令，处理具体事务，管理治安和宗教活动。圈官和伙头是土司的封建小领主，但土司不能完全驾驭各圈，各圈仍为各自独立为政的形态。:126,516:28

## 经济
勐角董土司在管区内实行“份田制”和“村社头人制”管理土地及农产，傣族地区实行份田制，佤族地区实行村社头人制。份田制将土地划为三等，土司和属官的良田以及寺田均由农民义务耕种。村社头人制的土地分为私有和集体两个部分，私有土地允许自由买卖但禁止售予外寨人员，且村寨头人拥有土地购买优先权；集体土地可以自由开垦但是禁止买卖转让。各圈领地内的动植物为土司所有，猎得虎豹象等动物需上缴皮毛和象牙。辖境内商品经济落后，处于以物易物和银元半开交易的形态，没有座商，只有少量行商、农兼商及小贩，从事布匹、食盐、饮食、土杂、百货以及鸦片交易，鸦片买卖为公开贸易。整个社会属自给自足的小农经济，无独立于农业的工商业，行业间也没有明显的社会分工。:125-126,355,598

## 军事
勐角董土司早年没有专门的军队，土司府驻有20名勐卡傣族组成的常备队，遇战事时按田户出兵。1917年因芒回部落的归属未定，与佤族的绍兴王（绍兴在今缅甸佤邦境内）打响“巴腊之战”，战胜获得绍兴王的芒库、芒回两个圈。1931年开始实行募兵制。1934年班洪事件爆发，勐角董土司曾派出数十兵丁援助班洪，时任土司罕华相也曾前往慰问班洪王子胡玉山。1936年与岩帅发生“宗教之战”被击败。1941年设立民团，共有800人。抗日战争所需，1942年建成的抗日耿仓支队第二大队系勐角董土司的武装，1944年曾在麻栗坝与日军游击队作战，1946年耿沧支队撤销后勐角董土司依然保留有武装部队。1948年与岩帅发生械斗，武装力量几乎被损毁完尽。1949年5月中共武装攻入勐董时，土司已无兵。:516,625,629,644-645:28

## 勐角董土司列表
| 朝代     | 姓名   | 世系       | 在位时间       |
| -------- | ------ | ---------- | -------------- |
| 清朝     | 罕荣高 |            | 1891年－1905年 |
| 中华民国 | 罕华相 |            | 1905年－1939年 |
| 中华民国 | 罕富成 | 罕华相之子 | 1939年－1945年 |
| 中华民国 | 罕富民 | 罕富成之弟 | 1945年－1949年 |